# Területi autokorreláció
A térségi autokorreláció vagy területi autokorreláció a földrajzi térben végzett megfigyelések statisztikai mérésére és azok függőségi mértékének vizsgálatára szolgál. Klasszikus térségi autokorrelációs statisztikai eljárásokat Moran, Geary, és Getis dolgozták ki. Ezek a statisztikai eljárások valamilyen területi súlyozással (súlymátrixszal) dolgoznak. Ez a súlymátrix a szomszédos egységek közötti földrajzi kapcsolatok intenzitását írja le. Mint például a szomszédok közötti távolság, a közös határ hossza, vagy valamilyen egyéb osztályozás.

## Az elmélet
A területi autokorrelációnak a területi megfigyelési egységekre vonatkozó adatokból számítható összefüggése: 
{\displaystyle r=corr(x_{i}x_{s(i)})}
Ebben a modellben az {\displaystyle i}-edik megfigyelési egység terület- {\displaystyle x_{i}} adatához a vele szomszédos területegységek értékeit, legtöbbször azok átlagát {\displaystyle x_{s(i)}}-t rendelve számítjuk ki a korrelációs együtthatót.
A korreláció számítás jelzőszámok, adatok közti kapcsolat szorosságának meghatározására szolgál. A korreláció számítás lényege, hogy a kapcsolat szorosságát egy mutatószámmal le tudjuk írni, azaz kiszámítjuk a korrelációs együttható értékét. A korrelációnak a regionális elemzésben 3 típusát különböztetjük meg: a lineáris korrelációt, az autokorrelációt és a keresztkorrelációt. Az autokorreláció egyazon adatsor különböző megfigyelési egységekre vonatkozó értékei közti kapcsolatot méri. Ennek két altípusa van: A területi autokorreláció és az időbeli autokorreláció.
A területi autokorreláció vizsgálatánál meg kell említeni Waldo R. Tobler amerikai geográfus, kartográfus professzor első törvényét, ami nagyjából így szól: Minden mindennel összefügg, de a közelebbi dolgok erősebben hatnak egymásra. Azt, hogy a közelhatás és együttmozgás milyen jelenségekben van meg, az az ún. területi autokorrelációs módszerrel számszerűsíthető. A térbeli egymásrahatások az egymáshoz nagyon közeli, szomszédos helyek között a legvalószínűbbek.
A területi autokorrelációs együttható kiszámítása fontos kvantitatív lehetőség arra, hogy az egymásrahatás, az együttmozgás szorosságának mértékét különböző adatok között azonos területi mintában, illetve azonos jelzőszámokét különböző mintákban összehasonlíthassuk. A pozitív területi autokorreláltság bizonyítéka, hogy a szomszédsági közelhatás érvényesül és a térben közelebbiek jobban hasonlítanak egymásra.
Az autokorreláció fogalma először az idősorok matematikai statisztikai elemzésével kapcsolatosan jelent meg, viszont mást jelent a térstatisztikában. Itt is idősorokról van szó, csak területi megfigyelési egységekben. A területi autoregresszív modell az adott jelenség térbeli eloszlását, ugyanazon jelenségnek a hely közeli vagy távolabbi környezetében felvett értékeivel írja le, magyarázza.
A területi autokorreláció fogalmához az idősorok autokorrelációjában megjelenő időkategóriák térbeli megfelelőjének megtalálásán keresztül vezet az út, és ez a térkategória a szomszédság.
A térségi elemzések alapvető kérdése, hogy a vizsgált jelenség területi eloszlásában felfedezhető-e valamilyen szabályszerűség vagy véletlenszerűen oszlanak el a vizsgált térben. Szabályszerű elrendeződés esetén az egymással szomszédos területegységek adatai egymáshoz hasonlóak lesznek (pozitív autokorreláció) vagy éppen ellenkezőleg, a szomszédos területek különböznek egymástól (negatív autokorreláció). Autokorrelálatlanság esetén az egyes értékek véletlenszerűen oszlanak el, szóródnak a térben, a területi különbségek nem rajzolnak ki szabályos térbeli alakzatot.
A területi autokorreláció mérésére többfajta index és eljárás létezik, de a célja mindegyiknek azonos: a térbeli együttmozgás számszerű mérése.

## Mérési módszerek

### Moran(wd)-féleI{\displaystyle I}[1]
Képlete
{\displaystyle I={\frac {N}{\sum _{i}\sum _{j}w_{ij}}}{\frac {\sum _{i}\sum _{j}w_{ij}(X_{i}-{\bar {X}})(X_{j}-{\bar {X}})}{\sum _{i}(X_{i}-{\bar {X}})^{2}}}}
ahol {\displaystyle N} az {\displaystyle i} és {\displaystyle j} indexelt területegységek száma; Az {\displaystyle X_{i}} és {\displaystyle X_{j}} a területegységekhez tartozó értékek; Az {\displaystyle {\bar {X}}} az ezekhez az értékekhez tartozó átlagok; és a {\displaystyle w_{ij}} a szomszédsági kapcsolatokat leíró súlymátrix eleme.
A mutató az alábbi tartományokban a következő módon értelmezendő:
- {\displaystyle I>0}, pozitív térbeli autokorreláció
- {\displaystyle I=0}, nincs térbeli autokorreláció
- {\displaystyle I<0}, negatív térbeli autokorreláció

A 0-hoz közeli értékek az adatok véletlenszerű térbeli eloszlását jelzik. A szélsőértékek nagysága nem olyan 
egyértelműen megadható, mint a korrelációs együtthatónál, mivel nagyságuk függ a {\displaystyle w_{ij}} súlymátrixban rögzített területi konfigurációtól is. A maximális, 1 értéket, végtelen vagy folytonos tér esetén érheti el, illetve ha a vizsgált terület két, belsőleg homogén, de egymással szomszédsági kapcsolatban nem álló területegységre oszlik. A minimuma szintén a végtelenben közelít a -1-hez. A -1-hez közelítő értékek tökéletes diszperziót, míg a +1-hez közelítő értékek tökéletes korrelációt jelentenek.

### Geary(wd)-féleC{\displaystyle C}[2]
Képlete
{\displaystyle C={\frac {(N-1)\sum _{i}\sum _{j}w_{ij}(X_{i}-X_{j})^{2}}{2W\sum _{i}(X_{i}-{\bar {X}})^{2}}}}
ahol az {\displaystyle N} az {\displaystyle i}-vel és {\displaystyle j}-vel indexelt területegységek száma; {\displaystyle X} a területegységekhez tartozó értékek; {\displaystyle {\bar {X}}} az ezekhez az értékekhez tartozó átlagok; {\displaystyle w_{ij}} a szomszédsági kapcsolatokat leíró súlymátrix elemei; és {\displaystyle W} a {\displaystyle w_{ij}} súlyok összege.
A mutató a következő értékeket veheti fel:
- {\displaystyle C<1}, pozitív térbeli autokorreláció
- {\displaystyle C=1}, nincs térbeli autokorreláció
- {\displaystyle C<1}, negatív térbeli autokorreláció

A maximális és a minimális értékek nagysága ebben az esetben is a {\displaystyle w_{ij}} szomszédsági mátrixtól függ.
Mindkét mutató használható ordinális, intervallum és arány skálán rendelkezésre álló adatok elemzésére, a nominális adatokéra pedig alternatív ismérvekké történő átalakításuk után. A mutatók konkrét értékét és eloszlásfüggvényét is két tényező határozza meg:
- A vizsgált jellemző területi eloszlása
- A szomszédsági kapcsolatok megállapítása és a szomszédsági mátrix súlyai, ami összefüggésben állt a vizsgált terület alakjával és nagyságával.

Ezek közül az első tényező a konkrét érték szempontjából, a második tényező pedig az eloszlásfüggvény alakja miatt fontosabb. Az eloszlásfüggvények vizsgálatát az eredmények megfelelő értékelése követeli meg.

### Szomszédsági mátrix
A területi autokorreláció számításának előfeltétele a szomszédsági kapcsolatok megállapítása, és a szomszédsági mátrix összeállítása. A szomszédsági mátrix N-sorból és N-oszlopból épül fel, i-edik sorának j-edik elemének értéke az i-edik és j-edik területegység szomszédságának hiányában 0, szomszédságuk esetén 0-tól különböző. A megállapodás szerint a területegységek saját maguknak nem szomszédjaik, vagyis a mátrix diagonális elemei nullák.
Pontalakzatok és területalakzatok esetében sem kerülhető el a szomszédság megállapításánál az önkényes elem, akár szabályos, akár szabálytalan alakzatról van szó. Pontalakzatnál, pl. település, lakóház, kereskedelmi egység, a távolság függvényében lehet kijelölni a szomszédsági relációkat.
Területalakzatoknál, pl. országok, megyék, maga a szomszédság léte bizonyos szempontból objektívabb módon dönthető el, amennyiben egyszerűen a közös határvonallal rendelkező területeket tekintjük szomszédoknak. Az ilyen módon megállapított szomszédság szimmetrikus lesz. Ezen túlmenően azonban sokféle módon lehet súlyozni, viszont ez épp a sokfélesége miatt nem mindig egyszerű feladat.